# Gran triaquis octaedro
En geometría, el gran triaquis octaedro es el dual del hexaedro truncado estrellado (U19). Tiene 24 caras con forma de triángulos isósceles que se cruzan entre sí. Parte de cada triángulo se encuentra dentro de la figura, por lo que no son totalmente visibles en los modelos sólidos.

## Proporciones
Los triángulos tienen un ángulo de {\displaystyle \arccos({\frac {1}{4}}+{\frac {1}{2}}{\sqrt {2}})\approx 16.842\,116\,236\,30^{\circ }} y dos de {\displaystyle \arccos({\frac {1}{2}}-{\frac {1}{4}}{\sqrt {2}})\approx 81.578\,941\,881\,85^{\circ }}. Su ángulo diedro es igual a {\displaystyle \arccos({\frac {-3+8{\sqrt {2}}}{17}})\approx 60.722\,386\,809\,64^{\circ }}.